# Мечи Курфюрста Саксонского (созвездие)
Мечи Курфю́рста Саксо́нского (лат. Gladii Electorales Saxonici) — отменённое созвездие. Предложено Готфридом Кирхом в 1684 году в журнале Acta eruditorum (в той же статье, где Ян Гевелий ввёл созвездие Щита). Более никем не использовалось.
Созвездие предложено в честь Иоганна Георга III — курфюрста Саксонии, где в то время жил Кирх. Оно изображало герб курфюрста в виде двух перекрещенных мечей. Ярчайшие звёзды созвездия Кирх обозначил латинскими буквами так, чтобы вдоль одного меча они образовывали надпись «Johan», а вдоль второго — «Georg». На пересечении мечей находится звезда o, ныне известная как 109 Девы. Это ярчайшая звезда созвездия (3,7m).
Созвездие включало части современных созвездий Волопаса, Змеи, Весов и Девы. Оно находилось в области, ограниченной звёздами α Волопаса, α Змеи, β Весов, μ Девы и τ Девы (но в состав данного созвездия эти звёзды не входили).